# Теория импетуса
Тео́рия импе́туса (от лат. impetus ‘толчок, импульс’) — натурфилософская теория, согласно которой причиной движения брошенных тел является некоторая сила (импетус), вложенная в них внешним источником. Теория импетуса появилась в результате критики некоторых положений физики Аристотеля, но в целом соответствует ей.

## Общая характеристика теории импетуса

### Основные положения
Теория импетуса являлась попыткой ответа на вопрос: что движет телом, брошенным вблизи поверхности Земли? Наличие движущей силы считалось необходимым в связи с общими положения механики Аристотеля, согласно которой движение возможно только при наличии движущей силы. В теории импетуса предполагалось, что в ходе совместного движения с брошенным телом (камнем, стрелой, пушечным ядром) движитель (рука человека, тетива лука, праща, огнестрельное орудие и т. п.) вкладывает в брошенное тело некоторую силу (у мыслителей Востока — насильственную склонность), которая и заставляет тело двигаться дальше. Эта вложенная сила и была названа в XIV в. импетусом. Импетус считался новым качеством движущегося тела, отсутствующим у неподвижного тела, аналогично тому, как тепло является качеством горячего тела, отсутствующим у холодного тела. Процесс передачи импетуса мыслился по аналогии с теплопередачей. В ходе движения тела импетус постепенно исчерпывался, благодаря чему брошенное тело в конечном итоге падало на поверхность Земли.

### Спорные вопросы
Изначально теория импетуса развивалась в контексте комментирования произведений Аристотеля или даже теологических трактатов, и только в конце XVI — начале XVII вв. были написаны сочинения, содержащие попытки построения на её основе последовательной физической теории (Джамбатистой Бенедетти, Галилео Галилеем). Однако такая теория так и не была создана.
Большие разногласия всегда вызывал вопрос о том, исчерпывается ли импетус в ходе движения тела самопроизвольно или только благодаря сопротивлению внешних факторов (трению о воздух, действию гравитации). В пользу самоисчерпывания импетуса высказывались Филопон, ал-Багдади, Франческо из Марча, Николай Орем, в пользу исчезновения импетуса из-за сопротивления внешних факторов — Авиценна, Жан Буридан, Альберт Саксонский.
Далее, одни мыслители полагали, что тело, движущееся под действием импетуса, не испытывает тяжесть (Авиценна), другие полагали, что тяжесть и импетус действуют одновременно (ал-Багдади), хотя бы на некотором участке траектории (Альберт Саксонский).
Позднее (с XIV века) начались споры по вопросу о том, каким образом начальное движение (т. е. совместное движение брошенного тела и движителя) способствует возникновению импетуса: благодаря наличию скорости или ускорения? В первом случае импетус порождает скорость брошенного тела, во втором — также и ускорение. В пользу первого варианта высказывался Буридан, второго — Николай Орем. С Буриданом связана и другая спорная концепция — представление о том, что импетус может вызывать вращение твёрдого тела вокруг своей оси; оно было отвергнуто Джамбатиста Бенедетти в пользу предположения, что импетус может вызывать только прямолинейное движение тела.
Отсутствие ясности в общих положениях теории импетуса сказывалось на её применении к решению конкретных физических задач. Например, одни учёные и философы применяли теорию импетуса для обоснования гипотезы о вращении Земли вокруг оси (Джордано Бруно), другие — наоборот, для её опровержения (Жан Буридан, Джованни Баттиста Риччоли). Большие разногласия вызывал и другой вопрос: необходимо ли привлекать для объяснения движений небесных светил (как предполагалось в средние века, прикреплённых к небесным сферам) существование особых духовных сущностей, так называемых «интеллигенций» (разновидностей ангелов), или достаточно предположить, что движение небесных тел происходит благодаря импетусу, вложенному в них при создании мира Богом. В пользу второй возможности высказывались Филопон, Жан Буридан, Альберт Саксонский, в то время как Авиценна, Николай Орем считали, что без привлечения интеллигенций обойтись нельзя. Существовали и компромиссные решения этой проблемы (ал-Битруджи, Франческо из Марча, Риччоли).

### Импетус и инерция
В начале XX века было высказано мнение (в основном, Пьером Дюгемом), что теория импетуса является непосредственным предшественником, своеобразной средневековой оболочкой современных представлений об инерции, а сам импетус — аналогом импульса. Действительно, в некоторых версиях этой теории сообщённый телу импетус считался изменяющимся только из-за воздействий внешнего окружения и вычислялся по той же формуле, что и импульс в классической механике (таковы были версии Авиценны и  Буридана).
Однако в настоящее время такая точка зрения является устаревшей. Существенные различия связаны с тем, что в средневековой теории состояние покоя считалось чем-то первичным, и требовалось объяснять его прекращение, т. e. есть приведение тела в движение, появление у тела скорости. В одних случаях причиной движения была, например, тяжесть, в других — импетус. В целом теория импетуса вполне соответствовала физике Аристотеля, поскольку сила считалась причиной движения тела, а скорость считалась пропорциональной силе. В современной науке покой является всего лишь частным случаем движения, и объяснению подлежит смена состояния движения, т. e. ускорение; согласно второму закону Ньютона, ускорение пропорционально силе.
Далее, импетус считался некоторым особым качеством, которым наделено движущееся тело, аналогичным, например, теплу. В современной физике, в соответствии с принципом относительности, движущееся тело не считается обладающим какими-то особыми качествами по сравнению с неподвижным.
Вместе с тем в некоторых отношениях теория импетуса способствовала появлению классической механики, поскольку подвергала критике некоторые положения механики Аристотеля. Начиная с Галилея термин «импетус» всё чаще использовался в том же смысле, что «импульс».

## Исторический обзор

### Античность

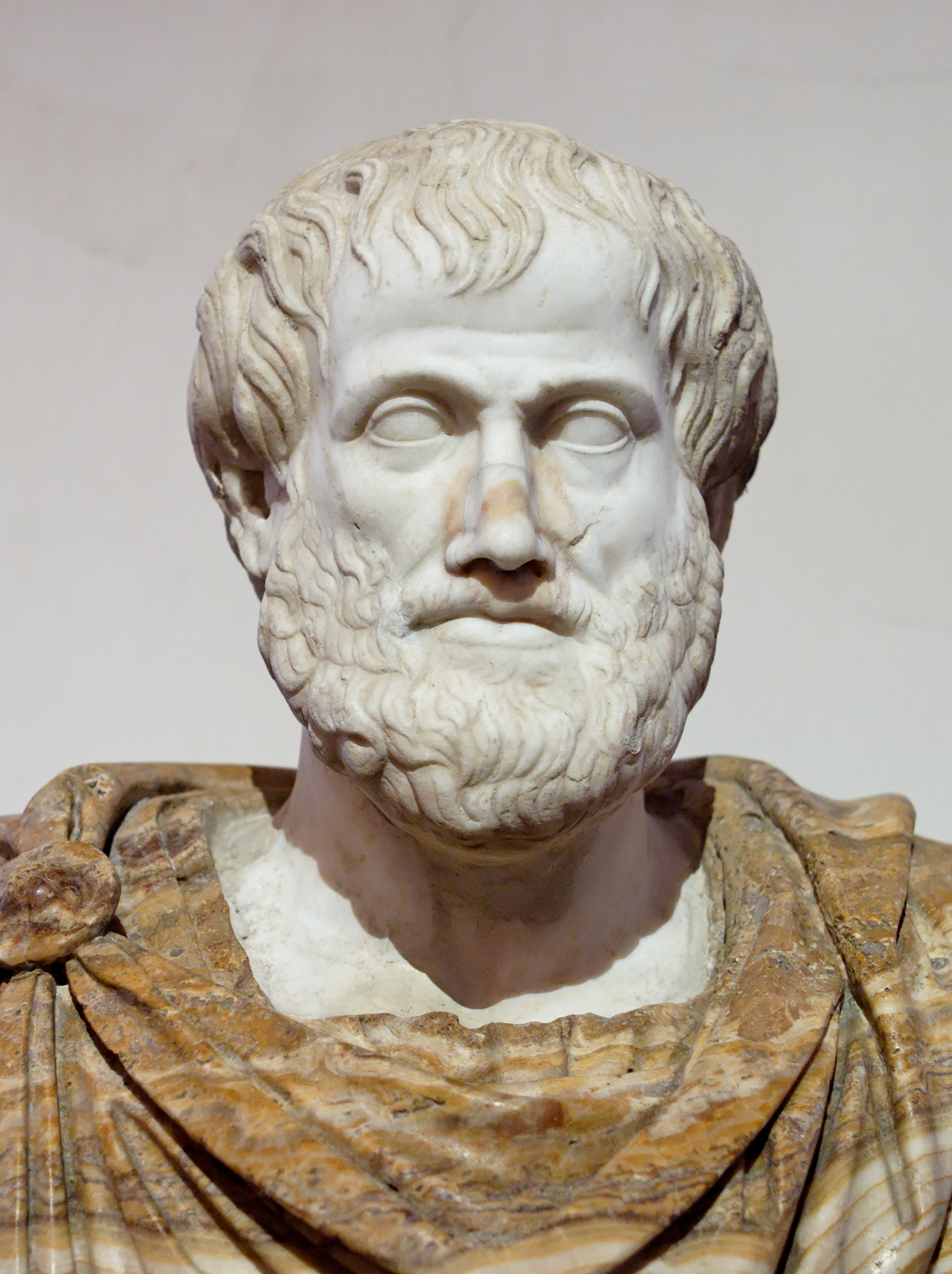
Аристотель (римская копия оригинала Лисиппа)

Истоки теории импетуса лежат в античности — физике Аристотеля.
Аристотель. Согласно Аристотелю, каждому виду материи соответствует своё естественное место в пределах Вселенной: место элемента земли — в самом центре мира, далее следуют естественные места элементов воды, воздуха, огня, эфира. Для подлунного мира было характерно движение по вертикальным прямым линиям; такое движение должно иметь начало и конец, что соответствует бренности всего земного. Если элемент подлунного мира вывести из своего естественного места, он будет стремиться попасть на своё естественное место. Так, если поднять горсть земли, естественным для неё будет движение вертикально вниз. Поскольку элементы земли и воды в своем естественном движении стремились вниз, к центру мира, они считались абсолютно тяжелыми; элементы воздуха и огня стремились вверх, к границе подлунной области, поэтому они считались абсолютно лёгкими. Увеличение скорости падающего тела Аристотель объяснял приближением тела к своей конечной точке — Земле. При достижении естественного места движение элементов подлунного мира прекращается.
Движение тела к его естественному месту называлось естественным движением. В противном случае движение называлось насильственным. Аристотель полагал, что насильственное движение возможно только в том случае, если к телу приложена сила со стороны другого тела: «всё, что находится в движении, должно двигаться чем-то другим»; движимое и движитель должны находиться в непосредственном контакте. Скорость тела Аристотель считал пропорциональной приложенной силе.
В этой теории с трудом находил своё объяснение элементарный факт: когда человек бросает камень, то камень продолжает движение после прекращения контакта с рукой. Действительно, камень относится к разряду тяжёлых тел, его естественное место находится внизу, на Земле. Пока он находится в руке, он совершает насильственное движение, однако после того, как бросающий отнимает руку, камень, казалось бы, должен совершать естественное движение к центру мира, т. e. падать на поверхность Земли. Но камень движется совершенно иначе: он сначала поднимается вверх или движется под углом к горизонту, и только потом падает на землю. По мнению Аристотеля, движение камня поддерживается воздухом, которому, в свою очередь, было сообщено движение рукой человека.
Гиппарх. Другое решение проблемы брошенных тел дал Гиппарх Никейский в книге О телах, движущихся вниз под действием их тяжести. Сама эта книга до нас не дошла, но с её основными идеями мы знакомы в пересказе Симпликия:
Гиппарх пишет, что если бросить кусок земли прямо вверх, причиной движения вверх будет бросившая сила, пока она превосходит тяжесть брошенного тела; при этом, чем больше бросившая сила, тем быстрее предмет движется вверх. Затем, по мере уменьшения силы, движение вверх будет происходить со всё убывающей скоростью, пока, наконец, тело не начнёт двигаться вниз под действием своего собственного влечения — хотя в какой-то мере бросившая сила ещё будет в нём присутствовать; по мере того, как она иссякает, тело будет двигаться вниз всё быстрее и быстрее, достигнув своей максимальной скорости, когда эта сила окончательно исчезнет.
Согласно наиболее распространённой трактовке этого отрывка, «бросившая сила» Гиппарха — это то же самое, что импетус. В таком случае, у Гиппарха содержится первое высказывание концепции импетуса.

### Поздняя античность и раннее средневековье
Представление о существования некоторых внутренних двигателей в движущихся телах высказывал афинский философ конца II — начала III века Александр Афродисийский. Аналогичные идеи (в богословском контексте) находят у христианского мыслителя V века Синезия, ученика легендарной Гипатии.
Однако настоящим автором концепции импетуса обычно считают александрийского мыслителя VI века Иоанна Филопона.
Филопон. В своих комментариях к Физике Аристотеля Филопон подверг критике аристотелево решение проблемы брошенных тел и предложил другое решение этой проблемы. По его мнению, «бросающий агент» (например, рука или тетива лука) сообщает брошенному телу движущую силу (впоследствии названную импетусом), которая и движет тело после прекращения контакта; здесь снова проявилось влияние физики Аристотеля, в которой скорость тела считалась пропорциональной силе. Окружающий воздух не помогает движению, как полагал Аристотель, а препятствует ему. Однако даже в пустоте импетус тела должен был бы самопроизвольно уменьшаться (исчерпываться).
Филопон применил теорию импетуса также и к движению небесных тел. Он отрицал бытовавшие в то время представления (высказываемые, например, Феодором Мопсуестийским и Космой Индикоплевстом), что небесные тела переносятся в пространстве ангелами. По его мнению, движение небесных тел происходит благодаря движущей силе, вложенной в них при создании мира Богом.

### Исламский Восток

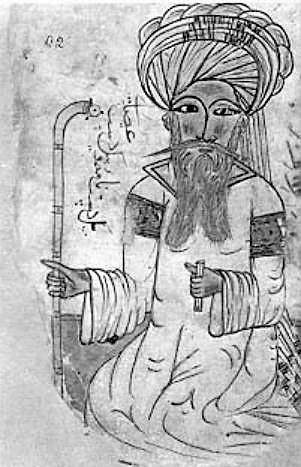
Авиценна (изображение 1271 г.)

Авиценна. Теория движущей силы Филопона стала известной среди мусульманских учёных. Так, её упоминал один из основателей арабской философии ал-Фараби (IX—X вв.). Значительный вклад в её развитие внёс выдающийся философ и учёный XI века Авиценна (Ибн Сина) (Книга исцеления, ок. 1020 г.). По его мнению, «двигатель» сообщает движущемуся телу некоторое «стремление», аналогично тому, как огонь передаёт тепло воде. В роли двигателя может выступать не только рука или тетива лука, но также тяжесть.
«Стремление» бывает трёх видов: психическое (у живых существ), естественное и насильственное. «Естественное стремление» является результатом действия тяжести и проявляется в падении тела, т. е. в естественном движении тела, в согласии с Аристотелем. В этом случае «стремление» может существовать даже у неподвижного тела, проявляясь в сопротивлении неподвижности. «Насильственное стремление» является аналогом филопоновской движущей силы — оно сообщается брошенному телу его «двигателем». По мере движения тела «насильственное стремление» уменьшается из-за сопротивления среды; как следствие, стремится к нулю и скорость тела. В пустоте «насильственное стремление» не изменялось бы и тело могло совершать вечное движение. В этом можно было бы видеть предвосхищение понятия инерции, однако в существование пустоты Авиценна не верил.

Две стадии движения брошенного тела по теории Авиценны: отрезок АВ — период «насильственного стремления», отрезок ВС — период «естественного стремления» (падение вертикально вниз)

По мнению Авиценны, «естественное» и «насильственное стремление» не могут сосуществовать в одном теле. Брошенное тело будет двигаться под действием «насильственного стремления» до тех пор, пока оно не исчерпается под действием внешней среды (участок траектории АВ на рис. слева). Сразу после этого на мгновение тело остановится и начнет движение под действием «естественного стремления», т. е. падать вертикально вниз (участок траектории ВС на рис. слева). Таким образом, в теории Авиценны на некотором участке траектории брошенного тела тяжесть на него не действует.
Авиценна попытался дать количественную оценку «насильственного стремления»: по его мнению, оно пропорционально весу и скорости движения тела.
Ал-Багдади. Дальнейшее развитие теории импетуса связано с багдадским философом Абу-л Баракатом ал-Багдади (XII в.) В отличие от Авиценны, ал-Багдади полагал, что «насильственная склонность» в теле исчерпывается даже при отсутствии сопротивления среды, в пустом пространстве, существование которого он не отрицал. Кроме того, ал-Багдади считал возможным сосуществование в одном теле и «естественной», и «насильственной склонности». По мере движения брошенного тела, его «насильственная склонность» постепенно уменьшается, в то время как «естественная склонность» остаётся постоянной, и в конечном итоге тело начинает двигаться вниз.
Значительной заслугой ал-Багдади было включение в картину движения падающего тела ускорения. По его мнению, по мере движения тела его тяжесть сообщает телу всё новые и новые порции «насильственной склонности», благодаря чему движение тела ускоряется.
Последователем ал-Багдади в этом вопросе был философ следующего поколения Фахр ад-Дин ар-Рази. Наоборот, выдающийся персидский учёный XIII в. Насир ад-Дин ат-Туси, разделяя представление о существовании «насильственной склонности» в брошенных телах, склонялся к версии Авиценны.
Ал-Битруджи. Другой учёный XII века, Нур ад-Дин ал-Битруджи, использовал теорию импетуса для объяснения причины движения планет. Если большинство учёных того времени были уверены, что планеты движутся под действием духовных бестелесных двигателей («интеллигенций», или ангелов), то ал-Битруджи дал механическое объяснение: высшая небесная сфера получает от Перводвигателя движущую силу и передает её низшим сферам, к которым прикреплены планеты; по мере продвижения к Земле эта сила ослабевает. В качестве аналогии ал-Битруджи приводил падение брошенного камня: движущая сила, вложенная в камень рукой, ослабевает со временем, в результате чего в камне начинает доминировать тяжесть и камень падает на землю.
Впрочем, ал-Битруджи всё же вынужден обращаться к представлению об одушевлённости сфер для объяснения неравномерности видимого движения планет (в частности, попятных движений): каждая из сфер испытывает некое желание «подражать» движению сферы неподвижных звёзд, движимой непосредственно Перводвигателем. Это «подражание» и приводит к появлению неравномерности.

### Средневековая Европа
В католической Европе представление о вложенной силе стало известным ещё в XII веке. Представляется вероятным, что элементы теории движущей силы европейские авторы заимствовали от учёных Востока.
О «силе броска»  упоминает французский натурфилософ XII в. Тьерри Шартрский. Теорию импетуса кратко упоминали великие схоласты XIII века Роджер Бэкон, Альберт Великий и Фома Аквинский, но отвергали в пользу теории Аристотеля. Довольно подробное изложение теории импетуса содержится у философа второй половины XIII в. Петра Иоанна Оливи, который, однако, её также отверг. Критически относился к теории импетуса также Уильям Оккам, утверждая, что она объясняет неизвестное через ещё более неизвестное; импетус трактовался как дополнительное качество движущихся тел, аналогичное теплу, в то время как Оккам считал, что движущееся тело в принципе ничем не отличается от неподвижного (пример использования бритвы Оккама). Аристотелеву трактовку проблемы брошенных тел он, впрочем, также отвергал.
Франческо из Марча. Первым европейским философом, согласившимся с теорией импетуса, был итальянский богослов Франческо из Марча (Комментарии к «Сентециям» Петра Ломбардского, ок. 1320 г.) Его мотивы лежали в области теологии: по мнению Франческо, принятие таинство причастия способно продвигать верующего к Богу, вселять в него божественную милость. Сообщение рукой брошенному камню некоторой силы, благодаря которой он продолжает движение после прекращения контакта с рукой, Франческо считал аналогией таинства причастия в материальном мире.
Согласно Франческо, движущая сила должна исчерпываться по мере движения тела даже в том случае, если движение совершается в пустоте, как у Филопонa и ал-Багдади. Чуть позднее его поддержал также парижский философ Николай Бонетус, уделявший большое внимание проблеме движения в пустоте.
Франческо из Марча применил теорию импетуса и к движению небесных тел. В средние века господствовало представление, что светила прикреплены к небесным сферам, которые движутся под влиянием  «интеллигенций» — особых духовных сущностей, обычно отождествляемых с ангелами. По мнению Франческо, ангелы вращают небесные сферы посредством передачи им импетуса. Поскольку импетус не сохраняется, но самопроизвольно убывает, ангелы вынуждены это делать непрерывно.
Буридан. Своим наибольшим развитием теория импетуса обязана выдающемуся схоласту середины XIV века, профессору Парижского университета Жану Буридану, которому принадлежит и сам термин «импетус»:
Человек, бросающий камень, движет свою руку вместе с камнем, а при стрельбе из лука тетива некоторое время движется вместе со стрелой, толкая стрелу; и то же самое справедливо применительно к праще, разгоняющей камень, или применительно к машинам, метающим громадные камни. И покуда бросающий толкает брошенное тело, находясь в контакте с ним, движение является более медленным вначале, ибо тогда лишь внешний двигатель движет камень или стрелу; но при движении непрерывно приобретается импетус, который вместе с вышеуказанным внешним двигателем движет камень или стрелу, в силу чего движение их становится всё более быстрым. Но после отрыва от бросающего тот уже не движет брошенное тело, но движет его лишь приобретённый импетус, и этот импетус, по причине сопротивления среды, непрерывно ослабляется, и поэтому движение становится всё более медленным.
Буридан полагал, что импетус уменьшается не самопроизвольно, а из-за сопротивления внешней среды, а также из-за гравитации, которая (в соответствии с Аристотелем) действует на все земные тела и является принципиально неустранимым фактором. Мерой импетуса он считал произведение скорости тела на количество вещества. Не исключено заимствование этих идей у Авиценны.
Тяжесть Буридан рассматривал как аналог руки при движении брошенных тел: тяжесть сообщает импетус падающим телам. Однако в отличие от руки тяжесть действует постоянно. Отсюда следовало его объяснение ускорения тел при падении (весьма сходное с теорией ал-Багдади): движение падающего тела ускоряется вследствие того, что по мере движения тела его тяжесть сообщает телу всё новые и новые порции импетуса. Таким образом, причиной ускорения падающих тел является не тяжесть (которая всего лишь указывает направление движения), а импетус, приобретаемый телом вследствие тяжести и уже начавшегося движения. Возможно, Буридан имел в виду, что скорость приобретается телом не непрерывно, а дискретными порциями.
Важным нововведением Буридана было распространение концепции импетуса на случай вращающихся твёрдых тел (понятие вращательного импетуса). По его мнению, если раскрутить насаженное на ось тело, ему будет придан круговой импетус, который заставит его вращаться до тех пор, пока тело не остановится из-за сопротивления внешней среды. Представление о круговом импетусе Буридан применил и к объяснению движения небесных сфер. Буридан полагал, что существование интеллигенций (особых духовных сущностей, осуществляющих движение небесных сфер) не следует из Библии и что возможно и другое объяснение движения небес:
 Бог в момент творения сообщил небесам столько же и такие же движения, какие существуют и сейчас, и, приводя их в движение, запечатлел в них импетусы, благодаря которым они затем двигаются равномерно, поскольку эти импетусы, не встречая сопротивления, никогда не уничтожаются и не уменьшаются
(аналогичное мнение высказывал ещё Иоанн Филопон). Необходимо отметить, что как и другие средневековые схоласты, при объяснении конкретных астрономических явлений Буридан продолжал прибегать к представлением об интеллигенциях. Так, он полагал, что причиной равенства периодов движения Солнца, Меркурия и Венеры по зодиаку (проявляющееся в том, что Меркурий и Венера всегда находятся на небе недалеко от Солнца) является «одинаковое отношение движущих интеллигенций к движущимся сферам», хотя он знал о гипотезе, согласно которой эти планеты обращаются вокруг Солнца. Таким образом, Буридан не отказался полностью от представления о небесных интеллигенциях, просто отметив, что оно не обязательно следует из Библии, которой вполне соответствует также представление о «начальном импетусе».
Буридан использовал также теорию импетуса для опровержения гипотезы о вращении Земли вокруг оси. Традиционный аргумент против этой гипотезы заключался в том, что на вращающейся Земле брошенные вертикально вверх тела не могли бы упасть в ту точку, из которой началось их движение: поверхность Земли сдвигалась бы под брошенным телом. Сторонники гипотезы вращения Земли отвечали на этот довод, что воздух и все земные предметы (в том числе брошенные вверх) совершают движение вместе с Землей. Буридан на это возразил: импетус, приобретённый при бросании, будет сопротивляться горизонтальному движению. Он приводит такой пример: «Если бы дул сильный ветер, стрела, пущенная вертикально вверх, не смогла бы перемещаться так же далеко горизонтально, как воздух, но лишь отчасти».

Три стадии движения брошенного тела по теории Альберта Саксонского: участок АВ — период движения под действием импетуса (по горизонтали), участок ВС — переходный период (дуга окружности), участок CD — период движения под действием гравитации (падение вертикально вниз)

Другие представители парижской школы. Значительный вклад в развитие теории импетуса внесли и другие учёные Парижского университета — младшие современники Буридана.
Альберт Саксонский разделял мнение Буридана о том, что импетус уменьшается не самопроизвольно, а из-за сопротивления внешней среды и гравитации, а также об ускорении движения падающего тела вследствие того, что по мере движения тела его тяжесть сообщает телу всё новые и новые порции импетуса. Он даже попытался дать математическое выражение для изменения скорости падающего тела (скорость пропорциональна расстоянию, пройденному из состояния покоя). Альберт соглашался с буридановой теорией «начального импетуса» в вопросе о причинах движений небесных сфер.
Рассматривая траекторию запущенного в горизонтальном направлении тела, Альберт пришел к выводу, что она должна состоять из трёх участков. В течение некоторого времени тело должно двигаться под действием импетуса по горизонтальной прямой, затем по искривлённой траектории, когда на него постепенно начнёт действовать тяжесть, а импетус уменьшаться, и, наконец, вертикально вниз, когда оно будет двигаться только под действием тяжести. С позиций теории импетуса он рассмотрел мысленный эксперимент: как двигался бы сквозь Землю камень, если бы Земля была просверлена насквозь:
Когда центр тяжести этого падающего тела совпал бы с центром мира, это тело и дальше продолжало бы двигаться в направлении другой части неба по причине импетуса, в нем ещё не уничтоженного; и когда в процессе подъёма этот импетус полностью израсходуется, это тело снова начнёт спускаться, и в процессе спуска снова приобретет себе некий небольшой импетус, благодаря которому снова пройдёт центр Земли; и когда и этот импетус уничтожится, снова начнёт спускаться, и так будет двигаться туда-сюда вокруг центра Земли, колеблясь до тех пор, пока в нём будет оставаться импетус, и, наконец, остановится.

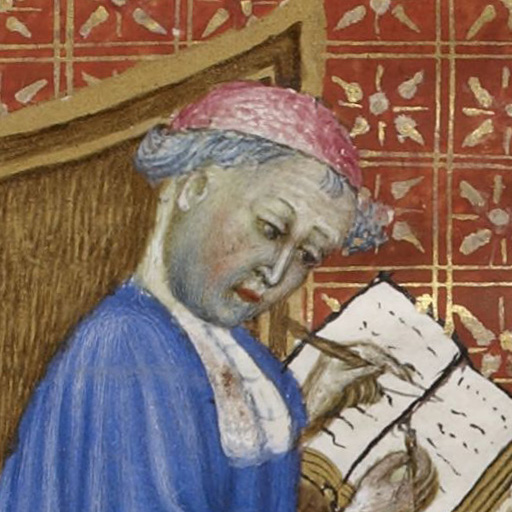
Николай Орем (средневековая миниатюра)

Этот пример приводился ещё древнегреческим писателем Плутархом в диалоге О лике, видимом на диске Луны, а после Альберта Саксонского другими европейскими учёными, включая Тарталью и Галилея.
Другой парижский философ, Николай Орем, вернулся к представлению об уменьшении импетуса даже в пустоте. В отличие от Буридана, Орем полагал, что рука сообщает брошенному камню импетус не просто благодаря своему движению (вместе с камнем), а благодаря ускорению этого движения: сначала рука с камнем неподвижна, затем она ускоряется до некоторой скорости, когда ладонь разжимается и камень отрывается от руки. Соответственно, импетус вызывает не только скорость, но и ускорение тел.
К числу сторонников теории импетуса относился и ещё один известный парижский философ — Марсилий Ингенский.
Хотя количество сторонников теории импетуса было изначально невелико, авторитет и доводы парижских философов привели к его широкому распространению в позднем Средневековье.

### Эпоха Возрождения

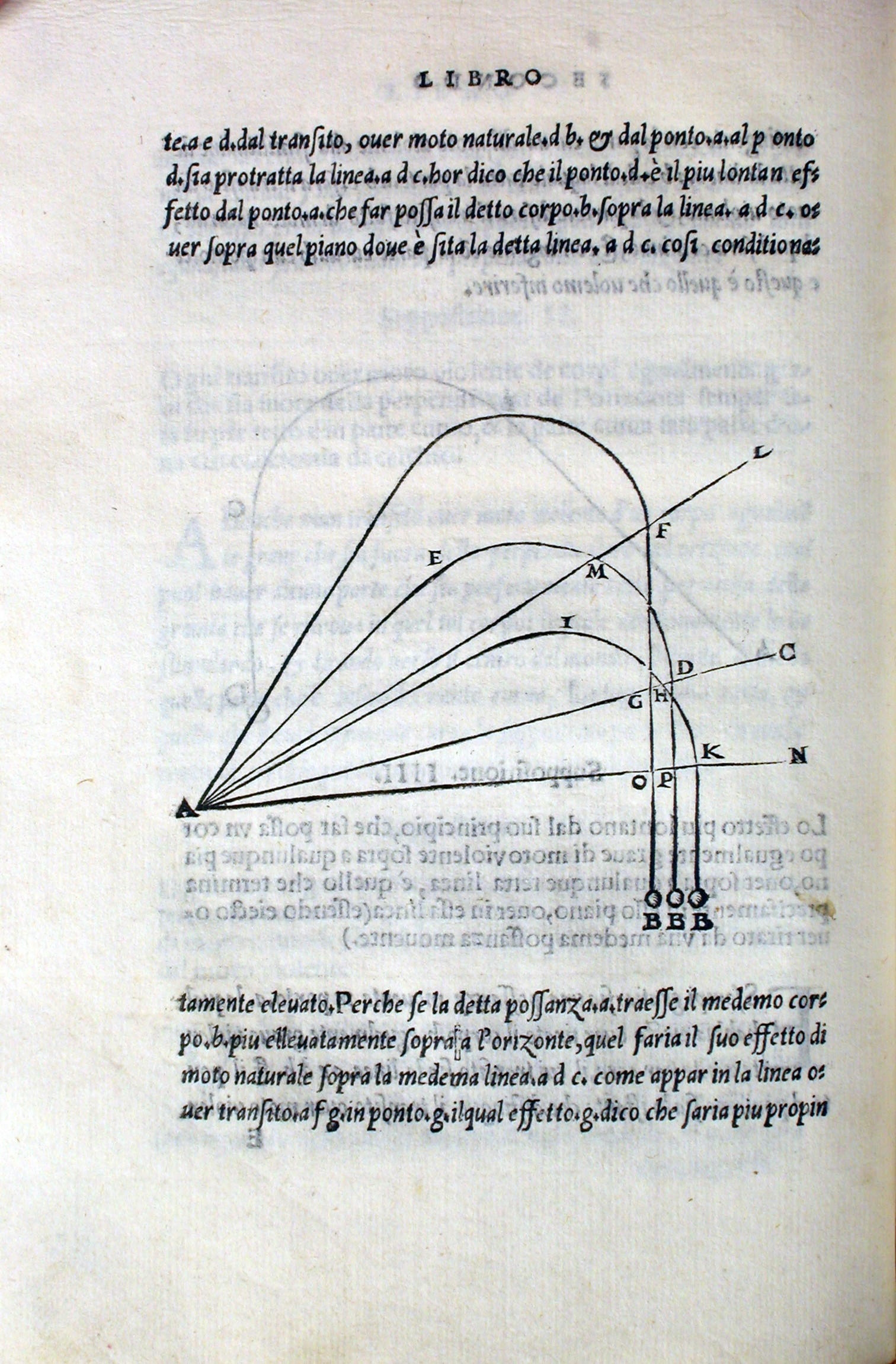
Траектории снарядов, выстреливаемых под разными углами к горизонту (из книги Тартальи)

Популярность теории импетуса продолжала возрастать в эпоху Возрождения. В XV веке её использовали для объяснения различных явлений Николай Кузанский и Леонардо да Винчи, в XVI — испанский схоласт Доминго де Сото. Знаменитый математик и механик Никколо Тарталья применил теорию импетуса для объяснения движения пушечного ядра (Новая наука, 1537). По его мнению, траектория ядра состоит из тех же трёх участков, что и в теории Альберта Саксонского, только начальный участок траектории не предполагался горизонтальным.
Джордано Бруно в диалоге Пир на пепле (1584 г.) использует теорию импетуса для защиты коперниковой гелиоцентрической системы — объяснения ненаблюдаемости вращения Земли для наблюдателей, находящихся на её поверхности. При этом он приводит пример движущегося корабля, как ранее это делал Николай Орем, но разрабатывает тему глубже:
Один из двух человек находится на плывущем корабле, а другой — вне его; у каждого из них рука находится почти в одной и той же точке в воздухе, и из этого места в то же самое время первый пускает камень, а второй — другой камень, без всякого толчка; камень первого, не теряя ни мгновения и не уклоняясь от своей линии, упадет в назначенное место на корабле, а камень второго останется позади. И это попадание произойдёт по той причине, что камень, который падает из вытянутой руки на корабле и, следовательно, движется, следуя его движению, имеет сообщённую ему силу, которой не имеет другой камень, выпадающий из руки, находящейся вне корабля; и всё это происходит, несмотря на то, что у камней та же тяжесть и такое же промежуточное пространство, что движутся они (предполагая это возможным) из той же точки и испытывают тот же толчок.
Здесь «сообщённая камню сила» и «толчок» — это, конечно, не что иное, как импетус, хотя сам этот термин не употреблён.
Попытку систематической разработки механики на основе теории импетуса произвёл выдающийся математик и физик позднего Возрождения Джамбатиста Бенедетти (Книга различных математических и физических размышлений, 1585 г.).

### Научная революция
В одной из своих работ теорию импетуса использовал Иоганн Кеплер.

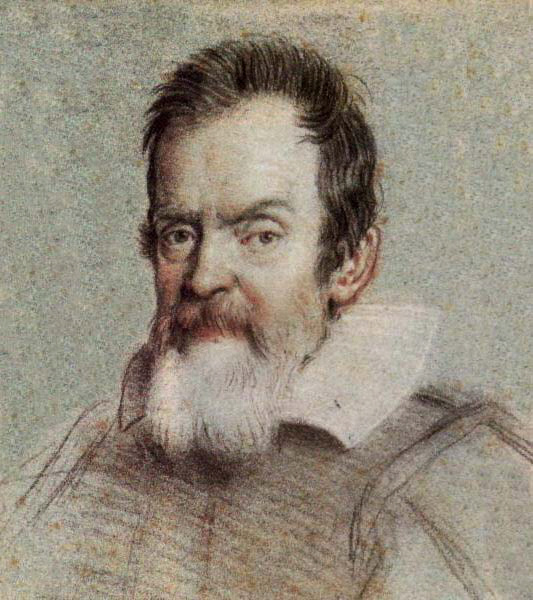
Галилео Галилей (портрет работы Оттавио Леони, 1624 г.)

В своём трактате О движении (1590 г.) Галилео Галилей сделал попытку использовать теорию импетуса при построении механики падающих тел. При этом он считал импетус самоисчерпывающимся. Трактат, однако, так и не был опубликован.
В работе Письма о солнечных пятнах (1613 г.) Галилей сделал вывод, что тело находится в состоянии покоя до тех пор, пока не найдётся какая-то внешняя причина, выводящая его из этого состояния. Аналогично, тело находится в состоянии инерциального движения до тех пор, пока не найдется внешняя причина, выводящая его из этого состояния. Таким образом, для поддержания движения тела не требуется какая-либо сила, внешняя или внутренняя. Если и в физике Аристотеля, и в теории импетуса движение считалось процессом, в то время как покой — состоянием, то у Галилея впервые и то, и другое было названо состоянием. Это было важнейшим шагом на пути к понятию инерции.
Но даже в своём Диалоге о двух главнейших системах мира (1632 г.) при описании брошенного тела Галилей неоднократно употреблял термины «вложенная сила» и «импетус». Как показал Александр Койре, при этом он имел в виду просто скорость или импульс, однако чётко об несуществовании импетуса как особого качества брошенного тела он так и не заявил.
В течение всего XVII века термины «вложенная сила» и «импетус» продолжали использоваться физиками, в основном в смысле импульса, но иногда в том же смысле дополнительного качества движущегося тела, как эти термины употреблялись в Средние века. Французский учёный-иезуит Оноре Фабри пытался придать теории импетуса математическую форму и построить на её основе теорию свободного падения. Итальянский учёный-иезуит Джованни Баттиста Риччоли (Новый Альмагест, 1651 г.) пытался использовать теорию импетуса для опровержения вращения Земли вокруг оси, а также для объяснения движения планет, присоединившись к мнению Франческо из Марча, что ангелы движут планеты посредством передачи им импетуса (однако без посредства небесных сфер).
Первым, кто в явном виде отказался от теории импетуса и констатировал, что движение не требует для поддержания какой-либо силы, в том числе внутренней, был голландский физик Исаак Бекман. Однако он не опубликовал этот вывод, сформулировав его только в своём частном дневнике. Впервые закон инерции в правильном виде сформулировал Рене Декарт в сочинении Мир, или трактат о свете (1630 г.) и опубликовал в трактате Начала философии (1644 г.). Закон инерции был назван первым законом движения у Ньютона в Математических началах натуральной философии (1687 г.)